# Samuel Étienne
Pour les articles homonymes, voir Étienne.
Samuel Étienne, né le 20 mai 1971 à Rennes, est un journaliste, animateur de radio, de télévision et streamer français.
Après avoir commencé sa carrière de journaliste à Radio France internationale (RFI), il continue sa carrière au sein du groupe Canal+ pendant huit ans avant de rejoindre France Télévisions en 2008.
De 2010 à 2015, il présente notamment l'édition nationale du 12/13 sur France 3. Il maintient une présence dans la sphère radiophonique en intervenant sur les ondes d'Europe 1 de 2013 à 2017. Son parcours l'a également conduit à animer la matinale de France Info ainsi que l'émission Le 6h00 info sur France 2, du 28 août 2017 jusqu'au 21 juin 2023 avant l'émission matinale Télématin dès 6h30.
Son introduction dans l'animation télévisée se matérialise à partir du 22 février 2016 lorsqu'il prend les rênes du jeu télévisé Questions pour un champion sur France 3, succédant à Julien Lepers.
Parallèlement à ses activités audiovisuelles, Samuel Étienne rejoint le média streaming et la plateforme Twitch, à partir de décembre 2020. Il y développe un contenu diversifié, notamment une revue de presse quotidienne ou hebdomadaire puis différents sujets avec des invités de la scène artistique et ludique dont notamment, les jeux vidéo tels que Valorant.

## Biographie

### Études, débuts en presse et en radio
Samuel Étienne est né à Rennes (Ille-et-Vilaine) le 20 mai 1971,,. Son père, à la tête de l'entreprise familiale, ouvre plusieurs poissonneries en France,. Samuel Étienne obtient un baccalauréat série C en 1989 au lycée Saint-Vincent de Rennes. Il intègre provisoirement l'Institut d'études politiques de Paris mais en sort sans diplôme, au bout d'un an. Il pousuit dès lors des études de droit à l'université de Rennes mais il abandonne une nouvelle fois, au bout de deux ans,. En 1994, il sort diplômé de l'École supérieure de journalisme de Paris. La même année, réalise ses premiers stages à la rédaction d'Ouest-France et de La Liberté du Morbihan. Après plusieurs premières expériences radiophoniques chez RTL, RFM et O'FM[réf. nécessaire], il intervient en 1994 à l'antenne de Radio Nostalgie puis de la radio d'actualités économiques BFM. Entre 1995 et 1999, il présente des journaux ainsi que la revue de presse sur Radio France internationale. En 1999, il anime aussi un journal télévisé pour les plus jeunes, au sein de l'émission Zapping Zone, sur Disney Channel.

### 1999-2008: présentateur au sein du groupe Canal+, à I-Télé puis à Canal+
En novembre 1999, Samuel Étienne participe au lancement de la chaîne d'information en continu i>télévision, filiale du groupe Canal+, où il présente notamment les journaux du soir en semaine. À partir d'octobre 2004, il anime l'émission de débat N'ayons pas peur des mots sur la chaîne d'information désormais nommée I-Télé, en présentant en parallèle, le journal du soir à 23 h sur la chaîne. En 2006, Le Monde indique que grâce à son style de présentation, Samuel Etienne fait partie des cibles que d'autres chaînes tentent d'embaucher avant la rentrée. Face au succès de N'ayons pas peur des mots, LCI tente de reprendre le concept à la rentrée. Durant cette période, il est approché par la directrice des magazines de France 3 pour lui proposer la présentation de Ce soir (ou jamais !). Cependant, ce projet n'aboutit pas car i-Télé lui propose un contrat d'exclusivité d'un an, tout en prolongeant l'émission N'ayons pas peur des mots, afin de conserver ce journaliste. Finalement, la nouvelle émission de France 3 est présentée par Frédéric Taddeï. Samuel Étienne considère à cette période que quitter i-Télé serait une erreur avant une période aussi cruciale et journalistiquement dense que l'élection présidentielle française de 2007. De septembre 2006 à juin 2008, parallèlement à ses activités sur I>Télé et Canal+, il présente chaque Mercredi Planète société, une soirée de documentaires d'actualité, sur la chaîne Planète,,. Entre octobre 2006 et juin 2007, il assure la présentation du JT de Canal+ du lundi au vendredi à 18 h 50, en remplacement de Charlotte Le Grix de La Salle. Il cesse alors de présenter les journaux du soir sur i>Télé, remplacé par Claire Fournier mais il poursuit l'animation de N'ayons pas peur des mots. Parallèlement, entre décembre 2006 et juin 2007 il devient le remplaçant de Pascale Clark à la présentation de l'émission quotidienne En aparté, diffusée sur Canal+.
À partir de septembre 2007, il présente une nouvelle émission d'information et de divertissement, L'Édition spéciale, diffusée du lundi au vendredi à 12 h 40 sur Canal+, à la place de l'émission En aparté, tout en restant aux commandes de ses autres émission sur i-Télé et Planète. À la fin de la saison, il cesse de présenter L'Édition spéciale et Bruce Toussaint lui succédè à la rentrée 2008. À la fin de la saison 2007/2008, il quitte également Planète et i>Télé ; l'émission N'ayons pas peur des mots s'arrête le 11 juillet 2008.

### À partir de 2008: présentateur sur France Télévisions
Sollicité pour animer la matinale sur la station privée Europe 1, Samuel Étienne rejoint toutefois le service public en septembre 2008, pour présenter sur France 3 chaque vendredi en deuxième partie de soirée, le rendez-vous Comme un vendredi, magazine d'actualités de 70 minutes autour d'un invité, avec notamment un reportage de treize minutes et une revue de presse. Il anime aussi Questions de génération, magazine politique mensuel avec la participation de lycéens, diffusé sur France 4. Au printemps 2009, parallèlement aux deux émissions qu'il présente déjà, Samuel Étienne anime une série de neuf émissions consacrée aux archives de la télévision. Télescopie est diffusé le jeudi en troisième partie de soirée sur France 3, en partenariat avec l'INA. Lors de l'été 2009, sur France 3, il remplace Catherine Matausch à la présentation des journaux du week-end (12/13 & 19/20). En septembre 2009, il poursuit la présentation de 7 à voir, nouveau titre de Comme un vendredi, désormais diffusé le dimanche soir en deuxième partie de soirée; sur France 3 ainsi que de Questions de génération, sur France 4. De plus il est le joker de Laurent Bignolas pour la présentation du 19/20 de France 3 en semaine. En janvier 2010, il reprend la présentation du magazine 18:30 aujourd'hui, jusqu'alors assurée par Laurent Bignolas. À la rentrée de septembre 2010, après l'arrêt du magazine 18:30 aujourd'hui, il prend en charge la présentation du journal de la mi-journée, le 12/13 sur France 3; le magazine dominical 7 à voir et la mensuelle Questions de génération sont supprimés dans la foulée. Il anime également sur Public Sénat le magazine Tous au vert, consacré à l'écologie citoyenne : un jury de six jeunes y départage des projets écologiques. Fin mars 2011, il succède à Béatrice Schönberg et Marie Drucker pour présenter les documentaires du mercredi en première partie de soirée ; ces dernières journalistes abandonnent leurs interventions sur France 3, car le groupe France Télévisions souhaite que chaque visage soit clairement associé à une seule de ses chaînes. À la rentrée de septembre 2011, France 3 lui confie un nouveau magazine diffusé un mercredi sur deux, Histoire immédiate, en alternance avec Des racines et des ailes, composé d'un documentaire suivi d'un débat mais il ne le présente plus à la rentrée 2012.

### À partir de 2016: animateur de jeu
À partir du 22 février 2016, il succède à Julien Lepers à la présentation de Questions pour un champion. 
Lors des premières années, l'émission est suivie par 5 à 7 millions de téléspectateurs et plus de 40 % de parts de marché en journée puis entre 6 et 7 millions de téléspectateurs en soirée. Après une baisse progressive d'audience amorcée au milieu de la décennie 2000, le jeu obtient une audience stable, fédérant en moyenne 1,4 million de téléspectateurs en 2020, soit 12% du public. Parallèlement, Samuel Étiennne poursuit ses activités journalistiques pour la même chaîne : le 31 juillet 2016, France 3 diffuse son documentaire "Sur les terres des champions", un reportage de 52 minutes sur la préparation des athlètes français avant les Jeux Olympiques de Rio. Le 10 juin 2017, il présente une émission spéciale sur la commémoration du massacre d'Oradour-sur-Glane, en présence du président Macron. À partir du 28 août 2017, il présente la pré-matinale de France 2, Le 6h00 info ainsi que la matinale de France Info, le 6 h 30:9 h 30. En avril 2021, il refuse la proposition de France 2 de présenter Télématin en remplacement de Laurent Bignolas, afin de conserver à la présentation de Questions pour un champion sur France 3. Le 31 mai 2023, Le Parisien annonce que Samuel Étienne quitte la matinale de Franceinfo à la fin de la saison, ce qu'il confirme le 17 avril 2025. Il présente sa dernière émission en juin 2023 avant de céder son poste de journaliste à France Télévisions, tout en conservant l'animation de Questions pour un champion.
Le 28 juin 2025, Le Parisien révèle que la direction de France Télévisions a décidé de supprimer l'émission quotidienne de Questions pour un champion pour ne conserver que deux diffusions, le samedi et le dimanche. Samuel Étienne déplore une « mauvaise décision », craignant un arrêt total à terme de l'émission. Toutefois depuis l'année précédente, l'émission accuse bien une perte de 300 000 téléspectateurs et n'obtient en moyenne que 1,2 millions de fidèles, contre 1,4 millions à la fin de la période de Julien Lepers en 2016, très loin derrière l'audience obtenue par Lepers au début des années 2000, avec 2,8 millions de téléspectateurs en moyenne. Samuel Étienne souhaite cependant pondérer ces résultats, rappelant que Questions pour un champion est « le numéro 1 régulièrement des audiences » dans cette case horaire et que l'émission serait « l’un des meilleurs programmes de France 3 en rapport coût/audience ».

### 2013-2017: présentateur et animateur sur Europe1
À partir de 2012, parallèlement à sa carrière à la télévision, Samuel Étienne renoue avec la radio. Durant l'été 2012, il présente la revue de presse de France Inter tous les week-ends et, durant l'été 2013, il présente sur France Inter la revue de presse dans la matinale de la semaine ainsi que l'émission Des clics et des claques, de 20 h à 21 h 30. L'été 2014, il revient à l'antenne d'Europe 1 et présente à nouveau la revue de presse dans la matinale de la semaine, en remplacement de Natacha Polony ainsi qu'une nouvelle émission d'actualité culturelle, Le Club de l'été, de 20 h à 21 h 30. Pendant l'été 2015, il assure une nouvelle fois la revue de presse dans la matinale en semaine sur Europe 1 et signe la chronique sur la presse internationale de 6 h 15. L'été 2016, il présente la matinale d'Europe 1 en semaine, pendant les vacances de Thomas Sotto, et en septembre 2016, Europe 1 le choisit pour présenter Europe 1 Bonjour, tranche pré-matinale de la station de 5 h à 6 h 30 en semaine.
À la fin de la saison 2017, il annonce quitter Europe 1 pour la matinale de France Info.

### Sport et engagements caritatifs
Passionné de sports d'endurance, Samuel Étienne participe à 23 marathons dont le Marathon de Berlin 2004 et plusieurs courses ultra dont le 100 km de Millau, le 80 km de l'Ecotrail de Paris, la Transgrancanaria, le Marathon des Sables de 250 km, au Sahara. Se présentant comme triathlète, il participe notamment le 5 juin 2016 à l'Ironman de Nice avec 3,8 km de natation, 180 km de vélo et 42 km de course à pied enchaînés; il termine en treize heures et dix minutes. Il achève la course Ironman de Nice en juillet 2017 avant de participer, en septembre de la même année, à l'Ironman de Barcelone, qu'il termine en douze heures et vingt minutes. Cette pratique sportive lui permet certains engagements caritatifs, participant plusieurs compétitions pour l'association Mécénat Chirurgie cardiaque. Depuis 2015, il parrainne l'association Pompier Raid Aventure, laquelle emmène des enfants handicapés assister et participer à leurs compétitions à travers le monde.

### Twitch

#### Découverte
Samuel Étienne découvre le service de streaming Twitch en mars 2020 après être entré en contact avec le streamer Etoiles sur Twitter. Ce dernier a rediffusé depuis plusieurs mois, l'émission Questions pour un champion, présentée par Samuel Étienne, dans sa propre émission La Nuit de la Culture au cours de laquelle il interagit avec ses spectateurs, sur les questions et les thèmes abordés par le jeu télévisé,. Après avoir échangé avec Etoiles, en pleine crise sanitaire due à la pandémie de Covid-19, Samuel Étienne est invité dans l'émission le 18 avril 2020 puis y participe régulièrement ultérieurement. Lors de l'événement caritatif ZEvent 2020 diffusé sur Twitch, Samuel Étienne coprésente l'émission Questions pour un Streamer aux côtés d'Etoiles. Le programme obtient un pic d'audience à plus de 220 000 spectateurs et l'événement récolte finalement plus de 5,7 millions d'euros au profit d'Amnesty International, soit le record mondial pour un live caritatif à cette date. Il renouvelle sa participation à l'événement, en 2021.

#### Lancement éditorial, critiques et censure
Samuel Étienne lance sa propre chaîne sur le réseau américain Twitch le 18 décembre 2020 et y anime depuis le 21 décembre, son émission La matinée est tienne, sous la forme d'une revue de presse. Dès les premières éditions, le programme se classe no 1 des streams français dans sa case horaire et dans le top 10 mondial,. Il lance également La parole est tienne en janvier 2021, émission dans laquelle il donne la parole à ses abonnés,,. Le 22 janvier 2021, il présente la première émission stream régulière du groupe France Télévisions sur la plateforme Twitch où avec le médecin Damien Mascret, il répond à des questions concernant le vaccin contre la Covid-19,. Le 8 mars 2021, il lance le format La rencontre est tienne dans lequel il s'entretient depuis chez lui avec un invité, en relayant les questions des spectateurs. Pour la première diffusion, il invite François Hollande et cette émission réalise la seconde plus forte audience mondiale de la plateforme Twitch, pour cette soirée,. Le 14 mars, Samuel Étienne annonce que son prochain invité est le Premier ministre en exercice, Jean Castex,. Malgré une audience moindre que celle de ses précédents événements en direct, cette émission suscite des réactions mitigées chez les spectateurs,,,. Samuel Étienne exprime sa propre déception quant au discours jugé trop politiquement correct de Jean Castex,,. Interrogé chez les Grandes Gueules sur RMC, Étienne affirme son intention de donner la parole à un large éventail de points de vue, à l'exception de l'extrême droite, avant d'inviter Marine Le Pen le lendemain, au nom de son « devoir de journaliste ». En réponse aux critiques, Samuel Étienne précise le jour suivant que si l'entretien devait se dérouler, il ne se tiendrait pas chez lui, afin de respecter ses convictions. Par la même occasion, il indique vouloir lever le pied sur ces échanges afin de se concentrer sur sa revue de presse. Etienne reçoit par la suite d'autres invités, tels que le secrétaire national d'Europe Écologie Les Verts Julien Bayou, le chanteur Grand Corps Malade, la dessinatrice Coco ou encore le rappeur Zed Yun Pavarotti.
Cette série d'entretiens politiques sur la plateforme suscite des inquiétudes parmi de nombreux utilisateurs de Twitch, surtout à l'approche de la campagne présidentielle de 2022. La rencontre est tienne remet en question la nécessité ou non du décompte du temps de parole des candidats politiques sur Internet par le Conseil supérieur de l'audiovisuel,. Questionné sur ce format, Laurent Guimier alors directeur de l’information de France Télévisions affirme au Journal du Dimanche que si « l'expérimentation que mène Samuel Étienne a apporté beaucoup de choses [...] elle a aussi montré ses limites ». Daniel Schneidermann résume succinctement l'épisode en rappelant que « du côté des politiques [...] depuis qu'existe la télévision, dès qu’ils flairent un robinet à empathie et à complaisance, ils se précipitent pour chanter les Feuilles mortes [...] » et qu'Étienne « prend place dans la longue lignée des Drucker, Sébastien, Sabatier, Denisot, Fogiel, Ardisson et Ruquier ».
Le 15 avril 2021, il annonce faire une pause avec Twitch, en indiquant que son rythme est trop lourd et qu'il ressent le besoin de « recharger les batteries », avant de reprendre sa matinale sur la plateforme le 6 septembre 2021,. Le 1er novembre suivant, sa chaîne est suspendue trois jours après qu'il a montré dans sa revue de presse un article du Parisien évoquant l'évolution de la représentation du sexe à la télévision française depuis les années 1960. Cet article inclut une image du film de 1961 L'Exécution où l'on peut brièvement apercevoir les fesses nues de l'actrice Nicole Paquin. Twitch est alors intervenu en raison d'une violation de ses conditions d'utilisation, ce qui vaut à la modération de l'entreprise des critiques de la part de l'intéressé ainsi que de plusieurs journaux français,,,. Regrettant « un manque de discernement », Samuel Étienne rappelle à cette occasion que certains grands peintres, eux aussi confondus avec de la pornographie, ont été censurés par les réseaux sociaux.

#### Retour vers l'animation
Toujours en parallèle de son rôle d'animateur à Questions pour un Champion, Samuel Etienne réalise L’Exposition est tienne en 2022, dans lequel il fait visiter aux internautes différents musées et lieux culturels de Paris, comme Le Louvre ou le Musée d'Orsay. Avec la collaboration de différents guides, il fait également découvrir différentes œuvres des lieux visités,.
Le 21 juin 2023, il quitte la matinale de France Info pour des raisons de fatigue physique, « après 6 ans à se réveiller au milieu de la nuit »,. Dégageant ainsi plus de temps pour son activité sur le réseau Twitch, il lance en août 2023 une nouvelle émission consacrée aux jeux vidéo intitulée Sam Play, dans laquelle il découvre un jeu différent chaque dimanche soir aux côtés d'un invité. Samuel Étienne opère une mutation de journaliste audiovisuel à streamer, écrit Télérama. Sans objectif clair, il envisage « dans un an » reprendre une activité journalistique classique « ou peut-être en créant une passerelle avec ce que [qu'il sait] aujourd’hui de Twitch ». S'intéressant aux jeux vidéos et plus particulièrement à Valorant, il présente en mai 2024 les Valkyries Games, une LAN 100% féminine sur le jeu de tir de Riot Games. Le même mois, il participe à la ZLAN de ZeratoR, où il termine 191ème sur 194. Il participe pour la deuxième fois à la ZLAN en avril 2025, en duo avec JL Tomy. Ils terminent 88e sur 99 équipes.

### Vie personnelle
Le 9 mai 2015, il se marie avec sa compagne Helen. Le 30 août 2016, le couple voit naître son premier enfant puis un deuxième, le 12 février 2020.

## Résumé de carrière

### Parcours en radio
- Avant 1994 : premières expériences à RTL, RFM et O'FM
- 1994 : débuts sur l'antenne de Radio Nostalgie puis sur la radio d'informations économiques BFM
- 1995-1999 : présentateur des journaux ainsi que de la revue de presse sur Radio France internationale
- Été 2012 : présentateur de la revue de presse de France Inter tous les week-ends
- Été 2013 : présentateur sur France Inter de la revue de presse dans la matinale de la semaine, ainsi que l'émission quotidienne Des clics et des claques
- Été 2014 : sur Europe 1, présentateur de la revue de presse dans la matinale de la semaine, ainsi que l'émission d'actualité culturelle Le Club de l'été
- Été 2015 : présentateur de la revue de presse dans la matinale en semaine sur Europe 1, ainsi que la chronique sur la presse internationale
- Été 2016 : présentateur de la matinale d'Europe 1 en semaine
- 2016-2017 : présentateur d'Europe 1 Bonjour, la pré-matinale de la station Europe 1 en semaine
- 2017-2023 : présentateur de la matinale de France Info

### Télévision
- 1999 : Zapping Zone, sur Disney Channel
- 1999-2004 : journaux du soir sur i>télévision
- 2004-2008 : journal du soir à 23 h sur I-Télé
- 2004-2008 : N'ayons pas peur des mots sur I-Télé
- 2005-2007 : Planète société sur Planète+
- 2006-2007 :  JT de Canal+ sur Canal+
- 2006-2007 : En aparté sur Canal+
- 2007-2008 :  L'Édition spéciale sur Canal+
- 2008-2010 : Questions de génération sur France 4 (Canal 14 de la TNT)
- 2008-2010 : Comme un vendredi devenu 7 à voir, sur France 3
- 2009 : Télescopie sur France 3
- 2009 : Joker du 12/13 sur France 3
- 2009 : Joker du 19/20 sur France 3
- 2009-2010 : 18:30 aujourd'hui sur France 3
- 2010-2016 : 12/13 sur France 3
- 2010-2011 : Tous au vert sur Public Sénat
- 2011 : documentaires France 3
- 2012-2014 : Histoire immédiate sur France 3
- Depuis 2016 : Questions pour un champion sur France 3
- De 2016 à 2024 : Questions pour un super champion sur France 3
- De 2017 à 2023 : Le 6h00 info sur France 2
- De 2017 à 2023 : le 6h30:9h30 sur FranceInfo
- 2020 : Ensemble pour nos soignants sur France 2 avec Faustine Bollaert
- 2020 : Chronique La revue de presse pendant le JT de 13h sur France 2
- 2021 : Nous sommes la Génération 2021 sur France 2 avec Élise Lucet

### Autres médias
- 2020 et 2021 : Questions pour un streamer lors du Z Event avec Étoiles
- 2020 : Lancement de sa propre chaîne sur Twitch[96]
- 2024 : Participation au Z Event 2024 en tant que streamer[97],[98],[99],[100]
- 2025 : Participation à la ZLAN en tant que streamer[101]

## Distinctions
- Chevalier de l'ordre des Arts et des Lettres (2020)[102].